# Ferumbras

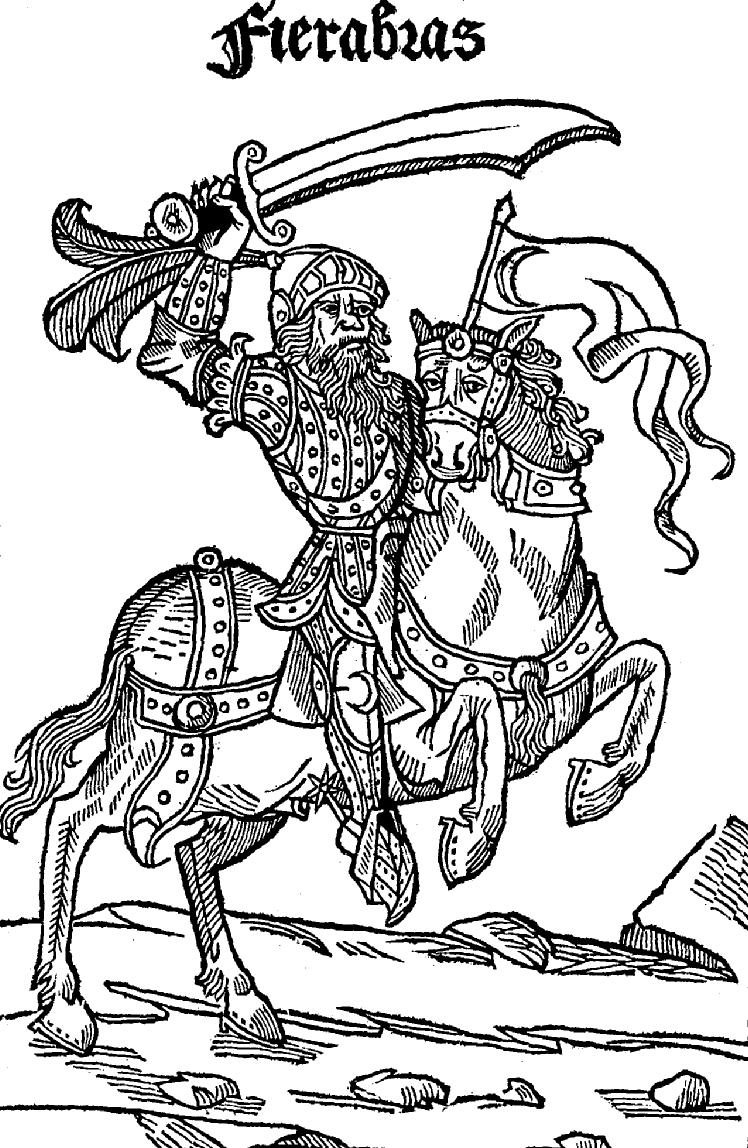
Ferumbras

Ferumbras, ook wel Fierabras, was een Saraceense prins/ridder uit de Chansons de Geste en de verhalen rond Karel de Grote (De Franse Kwestie) en zijn Paladijnen.
Hij is de zoon van Balan, koning van Spanje, en lag vaak in conflict met Orlando en zijn Twaalf Pairs of Paladijnen (de 12-koppige paleiswacht van Karel de Grote), vooral met Oliver.
Uit een van de legendes van Orlando bleek Ferumbras zijn rivaal te zijn, die zijn geliefde Anjelica afnam omdat hij een andere geloofsoorsprong had. Maar in het gedicht van Orlando Furioso wordt de moorse prins Medoro genoemd als de man die Orlando dwarszat.
In een Chanson uit ongeveer 1170 wordt bericht dat Ferumbras en zijn vader Balan bij de verovering van Rome op de balsem stuitten waar het lichaam van Jezus in was gebalsemd. Als men er van dronk zou men onoverwinnelijk worden.

## Trivia
- Componist Franz Schubert maakte de opera Fierumbras in 1823